# آرکین استودیوز
آرکین استودیوز یک توسعه‌دهنده بازی ویدئویی فرانسوی است که در لیون مستقر است. این استودیو در سال ۱۹۹۹ تأسیس شد، و اولین بازی خود را با نام، Arx Fatalis، در سال ۲۰۰۲ منتشر کرد. استودیوی آرکین استودیوی دوم خود را با نام آرکین استودیوز آستین را در آستین، تگزاس، در ژوئیه ۲۰۰۶ افتتاح کرد. این استودیو بیشتر برای ساخت سری بازی‌های بی‌آبرو شناخته شده‌است.

## بازی‌های توسعه یافته
| سال  | عنوان                             | پلتفرم(ها)                                                              | ناشر                  | یادداشت                        |
| ---- | --------------------------------- | ----------------------------------------------------------------------- | --------------------- | ------------------------------ |
| ۲۰۰۲ | Arx Fatalis                       | مایکروسافت ویندوز، ایکس‌باکس                                             | شرکت سرگرمی جووود     | —                              |
| ۲۰۰۶ | 'Dark Messiah of Might and Magic' | مایکروسافت ویندوز، ایکس‌باکس ۳۶۰                                         | یوبی‌سافت              | —                              |
| ۲۰۰۹ | KarmaStar                         | آی‌اواس                                                                  | Majesco Entertainment | —                              |
| ۲۰۱۲ | بی آبرو                           | پلی‌استیشن ۳، پلی‌استیشن ۴، مایکروسافت ویندوز، ایکس‌باکس ۳۶۰، ایکس‌باکس وان | بتزدا سافت‌ورکز        | —                              |
| ۲۰۱۶ | بی‌آبرو ۲                          | پلی‌استیشن ۴، مایکروسافت ویندوز، ایکس‌باکس وان                            | بتزدا سافت‌ورکز        | —                              |
| ۲۰۱۷ | پری                               | پلی‌استیشن ۴، مایکروسافت ویندوز، ایکس‌باکس وان                            | بتزدا سافت‌ورکز        | —                              |
| ۲۰۱۷ | بی‌آبرو: مرگ رانده شده             | پلی‌استیشن ۴، مایکروسافت ویندوز، ایکس‌باکس وان                            | بتزدا سافت‌ورکز        | —                              |
| ۲۰۱۹ | ولفنشتاین: نیروی تازه‌نفس          | پلی‌استیشن ۴، مایکروسافت ویندوز، ایکس‌باکس وان                            | بتزدا سافت‌ورکز        | Co-developed with MachineGames |
| ۲۰۱۹ | ولفنشتاین:خلبان سایبر             | پلی‌استیشن ۴، مایکروسافت ویندوز                                          | بتزدا سافت‌ورکز        | Co-developed with MachineGames |
| ۲۰۲۱ | حلقه مرگ                          | پلی‌استیشن ۵، مایکروسافت ویندوز                                          | بتزدا سافت‌ورکز        | —                              |

### بازی‌های لغو شده
| سال  | عنوان               | پلتفرم(ها)                      | ناشر           |
| ---- | ------------------- | ------------------------------- | -------------- |
| ۲۰۰۷ | Return to Ravenholm | —                               | شرکت ولو       |
| ۲۰۰۹ | گذرگاه              | مایکروسافت ویندوز، ایکس‌باکس ۳۶۰ | —              |
| ۲۰۱۰ | LMNO                | مایکروسافت ویندوز               | الکترونیک آرتس |